# فرانشيسكا تارديولي
فرانشيسكا تارديولي (8 سبتمبر 1965 - 20 فبراير 2022)، هي دبلوماسية إيطالية. عملت كسفيرة لإيطاليا في أستراليا من 2019 إلى 2022. توفيت لفظت أنفاسها الأخيرة عقب سقوطها من شرفة (بلكون) منزلها بوسط مدينة فولينيو الإيطالية.

## الأوسمة
- </img> الدرجة الرابعة / ضابط: وسام الاستحقاق من الجمهورية الإيطالية : 3 يونيو 2021 [3]